# 川端香男里
川端 香男里（かわばた かおり、男性、1933年（昭和8年）12月24日 - 2021年（令和3年）2月3日）は、日本のロシア文学者。東京大学名誉教授。川端康成記念会理事長。旧姓・山本

## 経歴
出生から修学期
1933年(昭和8年)12月24日、英文学者で翻訳家の山本政喜の三男として東京(現・品川区)で誕生。開成中学、東京都立第六高等学校（現・東京都立新宿高等学校）を経て、東京大学教養学部教養学科フランス分科に進学。同大学を卒業後、同大学大学院人文科学研究科で比較文学比較文化（ロシア文学の比較文学的研究）を専攻。1960年よりフランス政府給費留学生としてパリ大学に留学。同期生には友人の栗原雅直がいた。
ロシア文学研究者として
1963年、北海道大学文学部の専任講師となった。1965年よりカレル大学、モスクワ大学に留学。1966年春に栗原の紹介で、川端康成の養女・政子とお見合いした。香男里の父が、一高、東京帝国大学英文科で川端と同期で顔見知りであったことから、川端と話が弾んだという。1967年7月25日に入籍し、8月に留学先のモスクワの日本大使館で結婚式を挙げた後、日本に帰り10月14日に国際文化会館で披露宴をあげた。川端の家に養女にもらった娘だから、よそに出すわけにはいかないという川端康成の強い意向で、香男里が妻の姓になることになった（養嗣子になったわけではなく、養女の婿という続柄）。
1971年に東京大学教養学部講師となった。1973年、東京大学文学部助教授となり、ロシア語ロシア文学専修課程の講座を新設。1991年、ロシア・東欧学会代表理事。1994年に東京大学を定年退官し、その後は中部大学国際関係学部教授を務めた。2000年からは川村学園女子大学教授、のち副学長。NHKラジオ「ロシア語講座応用編」講師を務めたこともある。2009年に副学長を退任し、同大学を定年退任した。
学界では、2009年に設立された日本ロシア・東欧研究連絡協議会の初代代表幹事。
2021年2月3日、老衰により死去。

## 家族・親族
- 妻：川端政子は川端康成の養女。
- 岳父：川端康成
- 実父：山本政喜は福岡県出身の英文学者で翻訳家。
- 実妹：若桑みどりは美術史家。

## 著作

### 単著
- 『ユートピアの幻想』潮新書 1971
  - 文庫化 講談社学術文庫 1993
- 『薔薇と十字架：ロシア文学の世界』青土社 1981
- 『トルストイ』(人類の知的遺産 52) 講談社 1982
- 『ロシア文学史』岩波書店(岩波全書) 1986
- 『ロシア その民族とこころ』悠思社 1991
  - 講談社学術文庫 1998

### 編著
- 『現代ロシア幻想小説』（白水社 1971年）
- 『世界幻想文学大系34 ロシア神秘小説集』（国書刊行会 1984年）
- 『ロシア文学史』（東京大学出版会 1986年）
- 『神秘主義 ヨーロッパ精神の底流』（せりか書房 1988年）
- 大泉黒石『ロシア文学史』（講談社学術文庫 1989年）校訂・解説

### 共編著
- 『定本北條民雄全集』川端康成補編、東京創元社 1980
  - 創元ライブラリ文庫 1996
- 『ロシアの言語文化』木村彰一共著、放送大学教育振興会 1985
- 『ロシア・ソ連を知る事典』佐藤経明・中村喜和ほか編、平凡社 1989
  - 改題新版『ロシアを知る事典』平凡社 2004
- 『ロシア文学』金沢美知子共著、放送大学教育振興会 1994
- 『スラブの文化』(講座スラブの世界 1)中村喜和・望月哲男共著、弘文堂 1996
- 『NHKテレビテキスト 100分de名著トルストイ 戦争と平和』日本放送協会(NHK出版 2013年6月放送

### 訳書
- 『世界文学大系 第93 近代小説集 Ⅲ』山本香男里訳名義、筑摩書房 1965

「世界の終り」コンスタンチン・フェージン
「ヴィクトリーヤ・カジミーロヴナ」ミハイル・ゾーシチェンコ
「シェフル・イ・セプスのオアシス」フセヴォルド・イヴァーノフ
「モスクワの夏」コンスタンチン・パウストフスキー
- 『桜の園』(世界文学全集) チェーホフ著、講談社 1968
  - 新版 1975年
- 『大尉の娘・戯曲モーツァルトとサリエーリ・石の客』(世界文学全集) アレクサンドル・プーシキン著、講談社 1969
  - 新版 1974年
- 『われら』ザミャーチン著、講談社 1970
  - 文庫化 講談社文庫 1975年／岩波文庫 1992年
- 『19世紀ロシアの作家と社会』ロナルド・ヒングリー（英語版）著、平凡社(世界大学選書) 1971
  - 文庫化 中公文庫 1984
- 『評論・歴史・紀行』(プーシキン全集 5) 米川哲夫共訳、河出書房新社 1973[9]
- 『魂の遍歴』アンドレイ・ベールイ著、白水社(20世紀のロシア小説) 1973
- 『機械と狼』ボリス・ピリニャーク著、工藤正広共訳、白水社 1973
  - 再版 未知谷、2010
- 『フランソワ・ラブレーの作品と中世・ルネッサンスの民衆文化』ミハイル・バフチン著、せりか書房 1974
  - 新版 1988年
- 『ドストエフスキイ』ピエール・パスカル（英語版）著、ヨルダン社(作家と人間叢書) 1975
- 『ワーニャ伯父さん』チェーホフ著、講談社(世界文学全集) 1975
- 『ペテルブルグ』(世界文学全集) ベールイ著、講談社 1977
  - 文庫化 講談社文芸文庫 2000年、復刊2015年
- 『銀の鳩』ベールイ著、講談社 1977
- 『作家の日記』(ドストエフスキー全集 17・18・19 ドストエフスキー著、新潮社 1979-1980
- 『叙事詩と小説』(ミハイル・バフチン著作集 7)訳者代表、新時代社 1982
- 『ロシア・アヴァンギャルド芸術 理論と批評：1902-34年』J・E・ボウルト（英語版）編、望月哲男・西中村浩共訳、岩波書店 1988
- 『ミハイール・バフチーンの世界』カテリーナ・クラーク（英語版）,マイケル・ホルクイスト著、鈴木晶共訳、せりか書房 1990
- 『中世文化のカテゴリー』アーロン・グレーヴィチ（英語版）著、栗原成郎共訳、岩波書店 1992
  - 新版 1999年
- 『イコザメロン 奇想と転倒のユートピア』(ユートピア旅行記叢書 14) カサノーヴァ著、岩波書店 1997
- 『大尉の娘』プーシキン著、未知谷 2013[10]